# 第23回全国高等学校選抜ラグビーフットボール大会
第23回全国高等学校選抜ラグビーフットボール大会は2022年3月25日から2022年3月31日まで熊谷ラグビー場及び熊谷西第一多目的広場にて開催された全国高校選抜ラグビー大会である。

## 概要
今大会も新型コロナ対策のため、開会式は中止するも準々決勝以降は有観客（バックスタンドのみ）で行われる。

### 日程
- 3月25日 - 1回戦
- 3月26日 - 2回戦・敗者戦
- 3月28日 - 準々決勝
- 3月29日 - 準決勝
- 3月31日 - 決勝、閉会式

## 出場校
☆マークはシード校
北海道ブロック
- 札幌山の手（17大会連続17回目）

東北ブロック
- 秋田工（6大会連続13回目）
- 仙台育英（2大会連続18回目）
- 黒沢尻北（2大会連続4回目）

関東ブロック
- 國學院栃木（3大会連続8回目）☆
- 桐蔭学園（19大会連続20回目）☆
- 國學院久我山（4大会ぶり13回目）
- 流通経大柏（5大会連続15回目）
- 茗溪学園（2大会連続13回目）

北信越ブロック
- 日本航空石川（6大会連続9回目）

東海ブロック
- 朝明（2大会連続8回目）
- 中部大春日丘（5大会連続12回目）

近畿ブロック
- 報徳学園（3大会ぶり5回目）☆
- 京都工学院（5大会ぶり8回目）[2]☆
- 京都成章（3大会連続10回目）☆
- 東海大大阪仰星（9大会連続20回目）☆
- 天理（5大会連続10回目）

中国ブロック
- 石見智翠館（3大会連続10回目）
- 尾道（2大会ぶり13回目）

四国ブロック
- 松山聖陵（2大会連続3回目）
- 城東（2大会ぶり4回目）

九州ブロック
- 東福岡（15大会連続18回目）☆
- 大分東明（3大会連続3回目）
- 修猷館（12大会ぶり2回目）
- 佐賀工（9大会連続16回目）☆
- 長崎北陽台（4大会連続8回目）
- 高鍋（5大会連続7回目）

開催県枠
- 川越東（4大会ぶり2回目）

実行委員会推薦枠
- 立命館慶祥（初出場）
- 勿来工（初出場）
- 大津緑洋（19大会ぶり2回目）
- 長崎北（6大会ぶり6回目）

## 試合結果
- 時刻はすべて日本標準時 (UTC+9)
- 太字は勝利校を示す。

### 1回戦
| 2022年03月025日 9:30  | 京都工学院     | 47-7   | 朝明         | Bグラウンド |
| 2022年03月025日 10:45 | 大津緑洋       | 0-64   | 流通経大柏   | Bグラウンド |
| 2022年03月025日 12:00 | 桐蔭学園       | 57-3   | 松山聖陵     | Bグラウンド |
| 2022年03月025日 13:15 | 修猷館         | 31-10  | 秋田工業     | Bグラウンド |
| 2022年03月025日 14:30 | 報徳学園       | 90-0   | 札幌山の手   | Bグラウンド |
| 2022年03月025日 15:45 | 長崎北         | 26-22  | 仙台育英     | Bグラウンド |
| 2022年03月025日 9:30  | 東海大大阪仰星 | 59-14  | 黒沢尻北     | Cグラウンド |
| 2022年03月025日 10:45 | 大分東明       | 47-12  | 日本航空石川 | Cグラウンド |
| 2022年03月025日 12:00 | 佐賀工         | 76-7   | 川越東       | Cグラウンド |
| 2022年03月025日 13:15 | 尾道           | 107-0  | 勿来工       | Cグラウンド |
| 2022年03月025日 14:30 | 國學院栃木     | 57-7   | 城東         | Cグラウンド |
| 2022年03月025日 9:30  | 長崎北陽台     | 不戦勝 | 立命館慶祥   | 西第1多目的 |
| 2022年03月025日 10:45 | 京都成章       | 不戦勝 | 茗溪学園     | 西第1多目的 |
| 2022年03月025日 12:00 | 高鍋           | 5-68   | 中部大春日丘 | 西第1多目的 |
| 2022年03月025日 13:15 | 東福岡         | 32-12  | 國學院久我山 | 西第1多目的 |
| 2022年03月025日 14:30 | 石見智翠館     | 10-10  | 天理         | 西第1多目的 |

### 2回戦・敗者戦
| 2022年03月026日 9:30  | 未定           | 中止  | 未定         | Bグラウンド |
| 2022年03月026日 10:45 | 佐賀工         | 25-0  | 尾道         | Bグラウンド |
| 2022年03月026日 12:00 | 國學院栃木     | 45-10 | 立命館慶祥   | Bグラウンド |
| 2022年03月026日 13:15 | 京都成章       | 13-20 | 中部大春日丘 | Bグラウンド |
| 2022年03月026日 14:30 | 東福岡         | 25-5  | 天理         | Bグラウンド |
| 2022年03月026日 9:30  | 未定           | 中止  | 未定         | Cグラウンド |
| 2022年03月026日 10:45 | 國學院久我山   | 21-29 | 石見智翠館   | Cグラウンド |
| 2022年03月026日 12:00 | 京都工学院     | 20-31 | 流通経大柏   | Cグラウンド |
| 2022年03月026日 12:00 | 桐蔭学園       | 31-0  | 修猷館       | Cグラウンド |
| 2022年03月026日 13:15 | 報徳学園       | 78-0  | 長崎北       | Cグラウンド |
| 2022年03月026日 14:30 | 東海大大阪仰星 | 24-7  | 大分東明     | Cグラウンド |
| 2022年03月026日 9:30  | 朝明           | 48-14 | 大津緑洋     | 西第1多目的 |
| 2022年03月026日 10:45 | 松山聖陵       | 31-19 | 秋田工       | 西第1多目的 |
| 2022年03月026日 12:00 | 札幌山の手     | 22-5  | 仙台育英     | 西第1多目的 |
| 2022年03月026日 13:15 | 黒沢尻北       | 12-36 | 日本航空石川 | 西第1多目的 |
| 2022年03月026日 14:30 | 川越東         | 56-7  | 勿来工       | 西第1多目的 |

### 準々決勝
| 2022年03月028日 10:00 | 東海大大阪仰星 | 10-15  | 桐蔭学園 | Aグラウンド |
| 2022年03月028日 11:30 | 流通経大柏     | 不戦勝 | 報徳学園 | Aグラウンド |
| 2022年03月028日 13:00 | 中部大春日丘   | 5-54   | 東福岡   | Aグラウンド |
| 2022年03月028日 14:30 | 國學院栃木     | 19-20  | 佐賀工   | Aグラウンド |

### 準決勝
| 2022年03月029日 11:00 | 東福岡   | 不戦勝 | 佐賀工   | Aグラウンド |
| 2022年03月029日 12:30 | 桐蔭学園 | 21-36  | 報徳学園 | Aグラウンド |

### 決勝
| 2022年03月031日 11:00 | 報徳学園 | 不戦勝 | 東福岡 | Aグラウンド |

| 全国高等学校選抜ラグビーフットボール大会 第23回大会 優勝 |
| -------------------------------------------------------- |
| 報徳学園高校 初優勝                                      |

## エピソード
決勝戦中止となり東福岡がPCRで全員陰性になったのを受けて決勝カードが練習試合で行われて37対10で東福岡が勝利。

## 放送
- JSPORTSオンデマンド[11]とHANAZONO LIVEで生配信された。